# Når jeg ser et rødt flag smælde
Når jeg ser et rødt flag smælde er skrevet til et DSU Københavns kredsstævne i 1923, sangen er stadig den dag i dag, DSU´s slagsang. Hertil bliver den også brugt som slagsang i Socialdemokratiet. Den blev skrevet af socialdemokraten Oskar Hansen til et DSU-møde i 1923. Oskar Hansen var uddannet som typograf og havde arbejdet som havnearbejder på B&W's skibsværft, men arbejdede senere som journalist på Dagbladet Arbejderen og senere Social-Demokraten, også aktiv som politisk digter.
Sangen er sandsynligvis den mest populære sang i socialdemokratiet, og sandsynligvis den mest udbredte politiske sang i Danmark. Sangen har sin politiske modsætning i de liberales Frihed er det bedste guld. I 2016 blev en ung kunstner bortvist fra Arbejdermuseet for at kritisere socialdemokratiet og deres brug af sangen for at være racistisk.